# 皮爾斯布里塔丘
皮爾斯布里塔丘（英語：Pillsbury Tower），是南極洲的火山丘，位於埃爾斯沃思地，屬於瓊斯山的一部分，海拔高度1,295米，由明尼蘇達大學地質學會繪入地圖，現時由南極條約體系管理。